# Rumira
Rumira är ett vattendrag i Burundi.   Det ligger i provinsen Kayanza, i den nordvästra delen av landet, 60 kilometer nordost om huvudstaden Bujumbura.
Omgivningarna runt Rumira är en mosaik av jordbruksmark och naturlig växtlighet. Runt Rumira är det tätbefolkat, med 397 invånare per kvadratkilometer.